# سعيد عمارة
سعيد عمارة (1933 - 2020)، هو لاعب ومدرب كرة قدم جزائري ولد بمدينة سعيدة في 11 مارس 1933 وشغل منصب في الاتحاد الجزائري لكرة القدم.
عرفت عقود الخمسينات والستينات سعيد عمارة كلاعب كرة قدم بدأ مع مولودية سعيدة، قبل أن يتوجه إلى اتحاد بلعباس. ذاع شهرته في نادي ستراسبورغ خلال موسم 1956-1957، وانتقل إلى AS Béziers في العام التالي، وبقي هناك حتى عام 1960، وهي السنة التي انضم خلالها إلى فريق جبهة التحرير الوطني لكرة القدم. نجح هذا الفريق في الدعاية لقضية الجزائرية وكافح من أجل استقلال الجزائر عن الاستعمار الفرنسي، الأمر الذي تحقق في عام 1962.
بعد 1962، عاد سعيد عمارة إلى فرنسا وبالتحديد إلى نادي بوردو الفرنسي والذي وصل إلى نهائي كأس فرنسا في عام 1964. في الموسم التالي عاد إلى الجزائر، للعب تحت ألوان مولودية سعيدة، الذي فاز في أول موسم بكأس الجزائر سنة 1965.
في عام 1971، ووضع حد لمسيرته كلاعب كرة القدم، بعد أن كان مدرب ولاعب لشبيبة تيارت. في ذلك العام، درب منتخب الجزائر لكرة القدم، وعاد ودربه في 1972 و1973 و1974.

## المسيرة الرياضية

### اللاعب
- 1951-1953 : مولودية سعيدة  الجزائر
- 1953-1956 : اتحاد بلعباس  الجزائر
- 1956-1957 : نادي ستراسبورغ (24 مباراة, 3 أهداف)  فرنسا
- 1957-1960 : نادي بيزيرز (87 مباراة, 28 هدف)  فرنسا
- 1962-1964 : نادي بوردو (41 مباراة, 9 أهداف)  فرنسا
- 1964-1968 : مولودية سعيدة  الجزائر

### المدرب
- 1968-1969 : المنتخب الجزائري لكرة القدم  الجزائر
- 1972-1973 : المنتخب الجزائري لكرة القدم  الجزائر
- 1973-1974 : المنتخب الجزائري لكرة القدم  الجزائر
- 1976-1979 : مولودية وهران  الجزائر

## الإنجازات
- مع نادي بوردو وصل إلى نهائي كأس فرنسا في عام 1964.
- فاز مع مولودية سعيدة بكأس الجزائر سنة 1965
- 21 مباراة و 11 هدف مع فريق جبهة التحرير الوطني لكرة القدم.
- 73 مباراة و 10 أهداف في بطولة فرنسا لكرة القدم المستوى الأول.
- 79 مباراة و 30 هدف في بطولة فرنسا لكرة القدم المستوى الثاني.

## وفاته
توفي صبيحة يوم الأحد 2 أغسطس 2020 عن عمر يناهز87 عاما.

### وصلات خارجية
- سعيد عمارة على موقع قاعدة بيانات كرة القدم.إي يو (الإنجليزية)
- سعيد عمارة على موقع ناشيونال فوتبول تيمز (الإنجليزية)